# Asplenium bicentenniale
Asplenium bicentenniale är en svartbräkenväxtart som beskrevs av D.L.Jones. Asplenium bicentenniale ingår i släktet Asplenium och familjen Aspleniaceae. Inga underarter finns listade.